# 浄土山
浄土山（じょうどさん）は、富山県・飛騨山脈（北アルプス）の立山連峰にある山。

## 概要
北峰2,831m、南峰2,830mとなっている。山頂付近には高山植物が多い。南峰には、富山大学の研究施設が建っている。
浄土山に、立山、別山を合わせて「立山三山」と呼ばれている。

## 登山道
室堂平から北峰を経て南峰への登山道がある。
南峰から北東方向へ、一ノ越を経て立山の主峰雄山への登山道が続いている。一方、南峰から南方の五色ヶ原方面への登山道が分岐している。
なお、室堂から一ノ越への浄土山北側斜面を通るルートは夏場まで雪渓が残っている。

## 周辺の山
- 立山
- 鳶山
- 越中沢岳

## 関連図書
- 『新日本山岳誌』ナカニシヤ出版、ISBN  4-7795-0000-1
- 『ヤマケイ　アルペンガイド8 剣・立山連峰』山と溪谷社、ISBN 978-4-635-01352-9
- 『改訂版　富山県の山』山と溪谷社、ISBN 978-4-635-02367-2
- 『剱・立山 2010年版 (山と高原地図 36) 』昭文社、ISBN 978-4-398-75716-6